# Liste des lieux patrimoniaux de Bulkley-Nechako
Cet article recense les lieux patrimoniaux du district régional de Bulkley-Nechako inscrit au répertoire des lieux patrimoniaux du Canada, qu'ils soient de niveau provincial, fédéral ou municipal.

## Liste des lieux patrimoniaux
- Haut – A
- B
- C
- D
- E
- F
- G
- H
- I
- J
- K
- L
- M
- N
- O
- P
- Q
- R
- S
- T
- U
- V
- W
- X
- Y
- Z

| [ 1 ] | Lieu patrimonial                         | Illustration   | Municipalité   | Adresse                    | Coordonnées      | No   | Constr. | Prot.                    | Rec. | Notes |
| ----- | ---------------------------------------- | -------------- | -------------- | -------------------------- | ---------------- | ---- | ------- | ------------------------ | ---- | ----- |
| F     | Entrepôt général                         | Téléverser     | Fort St. James |                            | 54.435 -124.256  | 2963 | 1889    | ÉFP classé               | 1991 | [ 3 ] |
| F     | Fort St. James                           | Fort St. James | Fort St. James | PO Box 1148                | 54.4352 -124.257 | 7617 | 1896    | LHN                      | 1948 |       |
| F     | Grenier à poissons                       | Téléverser     | Fort St. James |                            | 54.435 -124.256  | 2961 | 1888    | ÉFP classé               | 1991 | [ 3 ] |
| F     | Maison des hommes                        | Téléverser     | Fort St. James |                            | 54.435 -124.257  | 3665 |         | ÉFP reconnu              | 1991 | [ 3 ] |
| F     | Résidence de l'officier                  | Téléverser     | Fort St. James |                            | 54.435 -124.257  | 3666 |         | ÉFP reconnu              | 1991 | [ 3 ] |
| F     | Gare ferroviaire de la Canadien National | Téléverser     | Smithers       | Main St. (at Railway Ave.) | 54.778 -127.176  | 6493 | 1919    | Heritage Railway Station | 1989 |       |
| F     | Édifice fédéral                          | Téléverser     | Vanderhoof     | 192 Stewart Street         | 54.0154 -124.011 | 9500 | 1953    | ÉFP reconnu              | 1997 |       |